# Tsuyoshi Shimamura
Tsuyoshi Shimamura (島村 毅?, Shimamura Tsuyoshi; Saitama, 10 agosto 1985) è un ex calciatore giapponese, di ruolo difensore.

## Palmarès

### Club

#### Competizioni nazionali
- J2 League: 1

Shonan Bellmare: 2017
- Coppa J. League: 1

Shonan Bellmare: 2018